# Richard Walther Darré
Richard Walther Oscar Darré (14 de julho de 1895, Belgrano – Buenos Aires (Argentina); 5 de setembro de 1953, Munique, Alemanha), SS-Obergruppenführer, foi um dos principais ideólogos da doutrina Blut und Boden (Sangue e Solo) e promotor do programa de colonização interna alemã.
Exerceu o cargo de Ministro da Alimentação e Agricultura do Reich, entre 1933 e 1942, fomentando a criação de colônias agrícolas geridas pelo Estado. Foi responsável pelo desenvolvimento da agricultura alemã e grande defensor do campesinato. Reformou a legislação sucessória (Erbhofgesetz) de forma a prevenir uma diminuição das parcelas rurais.
Demitiu-se em 1942 após supostamente discordar de uma diminuição das rações nos campos de trabalho.
Foi condenado pelo Tribunal de Nuremberg a sete anos de prisão, pela sua colaboração no Departamento da Raça e Colonização (Rasse und Siedlungshauptamt) e pelo desenvolvimento do plano Raça e Território (Rasse und Raum).

## Obras
- Das Bauerntum als Lebensquell der nordischen Rasse - O Agricultor como fonte de vida da Raça Nórdica (1928)
- "Neuadel aus Blut und Boden" (1929)